# Теория личности Фромма
Теория личности Эриха Фромма — концепция, предполагающая, что личность представляет собой продукт динамического взаимодействия между врождёнными потребностями и давлением социальных норм и предписаний. Основу этой теории составляют представления о социальном характере как совокупности социокультурных установок и общих норм, существующих в конкретном обществе, которые, как правило, не осознаются индивидами, но тем не менее детерминируют их поведение в социальной жизни.
Э. Фромм провёл анализ условий существования человека и их изменений, начиная с конца Средневековья (конец XV века). Итогом выполненного анализа стал вывод о том, что одиночество, изоляция и отчуждённость являются неотъемлемыми чертами человеческого существования в настоящее время. Также он приходит к выводу, что каждый исторический период характеризуется прогрессивным развитием индивидуальности по мере того, как люди боролись за достижение большей личной свободы в развитии всех своих потенциальных возможностей. Тем не менее свобода выбора, которой обладают люди, живущее в настоящее время, была достигнута ценой утраты чувства полной безопасности и появления ощущения личной незначимости. Э. Фромм считает, что эта пропасть между свободой и безопасностью стала причиной трудностей в человеческом существовании.
Теория Э. Фромма стремится показать, как обширные социокультурные влияния взаимодействуют с уникальными человеческими потребностями в процессе формирования личности.
Таким образом, Э. Фромм понимал под личностью «совокупность как унаследованных, так и приобретенных психических качеств, которые являются характерными для отдельно взятого индивида и которые делают этого отдельно взятого индивида неповторимым, уникальным».

## Стратегии бегства
Э. Фромм описал стратегии, которые используют люди, чтобы «убежать от свободы»:
1. Авторитаризм — тенденция соединить самого себя с кем-то или чем-то внешним, чтобы обрести силу, утраченную индивидуальным Я. Авторитаризм может проявляться в мазохистской и в садистской формах. Э. Фромм говорит о том, что в человеке обычно присутствуют обе тенденции.
2. Деструктивность (разрушительность) — тенденция, при которой человек пытается преодолевать чувство неполноценности, уничтожая или покоряя других.
3. Конформность (автоматизирующий конформизм) — тенденция, при которой человек полностью подчиняется социальным нормам, регулирующим поведение, благодаря чему он становится абсолютно таким, как все другие, и ведет себя так, как общепринято.

Впрочем, существует опыт позитивной свободы. Это вид свободы, при котором человек чувствует себя частью мира и в то же время не зависит от него. Э. Фромм утверждает, что достичь такой свободы можно через спонтанную активность. В своей книге «Искусство любить» Э. Фромм пишет о том, что любовь и труд — это основные компоненты, с помощью которых осуществляется развитие позитивной свободы посредством проявления спонтанной активности.

## Экзистенциальные потребности
Э. Фромм выделяет потребности, которые символизируют наше стремление к воссоединению с миром природы. Э.Фромм описывает пять основных экзистенциальных потребностей человека:
1. Потребность в привязанности, соотнесённости. Человеку необходимо единение с другими живыми существами. Э. Фромм выделял три направления для достижения такого единения — подчинение (отдельной личности, группе, организации, Богу), власть и любовь. Впрочем, подчинение и власть не дают личности нормального, здорового развития. Он считает, что только любовь является продуктивной стратегией поведения, способной удовлетворить потребность человека в соединении с миром и вместе с тем дать ощущение целостности и индивидуальности.
2. Потребность в трансценденции. Человек испытывает потребность в преодолении своего пассивного существования. Наделённый разумом и воображением, человек не может довольствоваться пассивной ролью твари. Он желает выйти за пределы этой роли, подняться над случайностью существования и стать «творцом» своей жизни.
3. Потребность в обрастании корнями. Человек желает в буквальном смысле «укорениться» в этом мире, ощутить этот мир как свой собственный дом. Он вынужден искать новые, человеческие корни взамен на разорвавшиеся природные связи.
4. Потребность в чувстве идентификации (самотождественности). Эта потребность вытекает из страха перед окружающим миром, в который человек оказывается заброшен. Чтобы не быть потерянным в нём, личности нужно сформировать представление о самом себе, сказать и почувствовать «Я есть Я». Человек нуждается в отождествлении себя с чем-либо, что находит близким. При этом необходимо ощущать свою индивидуальность, то есть понимать, по каким признакам он будет соотносить себя с чем-либо или кем-либо.
5. Потребность в системе ориентации и объекте почитания. Человеку необходима система ориентиров, некий стабильный способ восприятия мира. Данная система соответствует не только потребности в определенной системе мышления, но и в объекте поклонения, придающем смысл его существованию и положению в мире. Потребность в системе ориентаций существует на двух уровнях: 1) потребность в какой-нибудь системе ориентации, независимо от того, истинна она или ложна; 2) потребность в контакте с действительностью с помощью разума, в объективном постижении мира.

## Типы социального характера
Э. Фромм описал пять типов социального характера, разделив их на неплодотворные и плодотворные. К неплодотворным относятся рецептивная, эксплуататорская, стяжательская и рыночная ориентации, а плодотворная ориентация — к плодотворным. Однако эти типы не существуют в чистом виде, а сочетаются у людей в разных пропорциях.
1. Рецептивная ориентация. Люди, обладающие данным типом убеждены в том, что источник всего хорошего в жизни находится вне их самих. Они открыто зависимы и пассивны, не способны делать что-либо без посторонней помощи и думают, что их основная задача в жизни — скорее быть любимыми, чем любить.
2. Эксплуататорская ориентация. Данному типу свойственно брать все что нужно силой или изобретательностью. Они добиваются любви, обладания, идей и эмоций, заимствуя все это у других.
3. Стяжательская ориентация. Люди данной ориентации мало верят в то, что они могут получить что-то новое из внешнего мира. Такому типу присуще желание обладать как можно большим количеством материальных благ, власти и любви, а траты они воспринимают как угрозу. Данный тип тяготеет к прошлому, его отпугивает все новое.
4. Рыночная ориентация. Для такого типа личность оценивается как товар, который можно продать или выгодно обменять. Эти люди стремятся всегда выглядеть опрятно и готовы продемонстрировать любую личностную черту, которая повысила бы их шансы на успех.
5. Плодотворная ориентация. Э. Фромм отмечает, что данный тип характера является конечной целью в развитии человека. Данный тип обладает следующими характеристиками: независимый, честный, спокойный, любящий, творческий и совершающий социально-полезные поступки. Именно в этой ориентации проявляется способность человека к продуктивному логическому мышлению, любви и труду.